# Phalanta luzonica
Phalanta luzonica är en fjärilsart som beskrevs av Moore 1899. Phalanta luzonica ingår i släktet Phalanta och familjen praktfjärilar. Inga underarter finns listade i Catalogue of Life.